# Hiltershof
Hiltershof ist ein Gemeindeteil des Marktes Mähring im Stiftland im oberpfälzischen Landkreis Tirschenreuth nahe der Grenze zu Tschechien.

## Geographie
Der Weiler Hiltershof liegt auf etwa 577 m ü. NHN am rechten Hang des oberen, wenig eingetieften und nach Westsüdwesten laufenden Tals der dort mäandernden Wondreb zwischen dem Dorf Poppenreuth bei Tirschenreuth und dem Kirchdorf Großkonreuth. Gegenüber mündet der Griesbach in die Wondreb. Südlich des Ortes läuft die Staatsstraße 2157 vorbei.

## Geschichte
„Hiltholzhowe“ wurde um 1225 im Zusammenhang mit Zehnteinlösungen des Klosters Waldsassen als vermutlich ältere waldsassische Grangie genannt.
Das bayerische Urkataster zeigte Hiltershof in den 1810er Jahren mit Streuobstwiesen, zehn Herdstellen rund um einen kleinen Dorfanger und zwei Weihern. Die meisten der Anwesen sind als Vierseithöfe gebaut und besitzen stattliche Wirtschaftsflächen, die allerdings durch Erbfolge stark zersiedelt sind. Die Dorfkapelle in der Ortsmitte wurde im Jahr 1890 gebaut. Kirchlich gehört der Ort zur Pfarrei Großkonreuth, vor 1806 gehörte er zur Pfarrei Wondreb.
Hiltershof war ein Ort der Gemeinde Poppenreuth bei Tirschenreuth, die 1952 zur Gemeinde Großkonreuth umbenannt wurde und kam 1978 durch die Gebietsreform in Bayern zu Mähring. Im Jahr 1987 lebten 42 Einwohner in Hiltershof.
| Jahr | Einwohnerzahl |
| ---- | ------------- |
| 1796 | 63            |
| 1961 | 52            |
| 1970 | 44            |
| 1987 | 42            |

In den 2010er Jahren wurde ca. 500 m westlich des Ortskernes ein Biomassekraftwerk mit Klär- und Gärbecken errichtet.

## Baudenkmäler
An historischer Bausubstanz ist nur die Kapelle in situ erhalten und als Baudenkmal geschützt.